# Opiná
Opiná es un municipio del distrito de Košice-okolie en la región de Košice, Eslovaquia, con una población estimada a final del año 2024 de 195 habitantes.
Se encuentra ubicado en el centro de la región, en la cuenca hidrográfica del río Sajó (afluente derecho del Tisza) y cerca de la frontera con la región de Prešov y con Hungría.

## Demografía
| Año        | 1994 | 2004    | 2014    | 2024    |
| ---------- | ---- | ------- | ------- | ------- |
| Población  | 163  | 176     | 190     | 195     |
| Diferencia |      | +7,97 % | +7,95 % | +2,63 % |

| Año        | 2023 | 2024   |
| ---------- | ---- | ------ |
| Población  | 200  | 195    |
| Diferencia |      | −2,5 % |